# Univerza za uporabne umetnosti, Dunaj
Univerza za uporabne umetnosti na Dunaju (nemško Universität für angewandte Kunst Wien, neformalno znana tudi kot Die Angewandte) je fakulteta za likovno umetnost, medije, arhitekturo in druge uporabne umetnosti, kot so grafično oblikovanje, industrijsko oblikovanje in modno oblikovanje.